# Орбитальная лимфома
Орбитальная лимфома является распространенным типом неходжкинской лимфомы, что происходит вблизи глаза или в глазе. Общие симптомы включают в себя снижение зрения и увеит. Орбитальная лимфома может быть диагностирована с помощью биопсии глаза и обычно лечится с помощью лучевой терапии или её комбинации с химиотерапией.

## Симптомы
Основные видимые симптомы глазной лимфомы включают экзофтальм и видимую массу в глазе. Другие симптомы связаны с масс-эффектом.

## Патофизиология
Недавние исследования обнаружили присутствие вирусной ДНК в клетках окулярной лимфомы. Это означает, что патогены играют роль в окулярной лимфоме. Другие исследования показали, что старение населения, возрастание числа иммунодепрессантов и эпидемия СПИДа также способствовали увеличению заболеваемости неходжкинской лимфомой.
Окулярные MALT лимфомы также могут быть связаны с Chlamydophila psittaci,, хотя это до сих пор обсуждается.
Фолликулярная лимфома, диффузная В-крупноклеточная В-клеточная лимфома, лимфома клеток мантии, хронический лимфолейкоз, периферическая Т-клеточная лимфома, и NK-клеточная лимфома, как сообщалось, также влияют на орбиту.

## Эпидемиология
Орбитальная лимфома составляет 55 % от злокачественных орбитальных опухолей у взрослых. В одном исследовании это составило
10 % от числа пациентов с орбитальными опухолями или аналогичными повреждениями. В 2008 году прогноз Национального института ракового надзора ожидает что у 1340 мужчин и 1050 женщин будет диагностирован рак глаз и 240 человек умрет от болезни в этом году. Орбитальная лимфома является более распространенным в Азии и Европе, чем в Соединенных Штатах.
Хотя интраокулярная лимфома редка, но число случаев в год растет, затрагивая в основном людей в их семидесятые годы и пациентов с ослабленным иммунитетомНедавнее исследование показало, что глазные лимфомы является более распространенными у женщин, чем у мужчин.
Выживаемость составляет около 60 % после 5 лет.

## Типы
Существуют два типа окулярной лимфомы: интраокулярная лимфома и лимфома придатков. Внутриокулярная лимфома происходит в глазе, в то время как лимфома придатков происходит снаружи, но примыкает к глазу.

### Интраокулярная лимфома
Есть два основных типа интраокулярных лимфом: первичная с вовлечением центральной нервной системы (PCNSL) и первичная центральной нервной системы с вовлечением глаз (PCNSLO). Разница между PCNSL и PCNSLO, что PNSCL вовлекает центральную нервную систему, в то время как PCNSLO нет. 56-86 % из орбитальных лимфом классифицируются как PCNSL и 15-25 % классифицируются как PCNSLO.
PCNSLO встречается у людей с серьезно ослабленным иммунитетом.
Симптомы этой формы окулярной лимфомы включают безболезненное снижение зрения, светобоязнь, красные глаза, и деструкцию стекловидного тела. Диагноз затруднен из-за медленного начала и тем, что симптомы такие же, как у некоторых других заболеваний.
PCNSLO, как правило, двусторонняя, но иногда растет неравномерно. Как и при других метастатических опухолях глаза, как правило, ограничена в сосудистой оболочке глаза.

## Лечение
Лучевая терапия является наиболее эффективным средством для лечения локального рецидива или в качестве единственного лечения лимфомы низкой степени или в комбинации с химиотерапией для средней и высокой степени лимфомы. Дозы лучевая терапия в диапазоне 30-45 Gy рекомендуется при лечении местной орбитальной лимфомы